# 沃羅尼夫 (戈夏區)
50°41′50″N 26°41′13″E / 50.69722°N 26.68694°E
沃羅尼夫（烏克蘭語：Воронів），是烏克蘭西北部的村莊，隸屬里夫內州的里夫內區。該村始建於1577年，面積1.14平方公里，海拔高度218米，2001年人口190，人口密度每平方公里167.1人。